# 해결사 (1981년 영화)
"해결사"는 한국에서 제작된 이두용 감독의 1981년 영화이다. 신우철 등이 주연으로 출연하였고 박종찬 등이 제작에 참여하였다.

## 출연

### 주연
- 신우철
- 황정리
- 김석훈
- 민복기

### 조연
- 이완희

## 기타
- 조명: 김연
- 녹음: 손인호
- 미술: 김유준